# John Glen
John Glen (nascut el 15 de maig de 1932) és un director i editor de cinema anglès retirat. És conegut sobretot pel seu treball a la sèrie James Bond, primer per l'edició d'algunes pel·lícules anteriors de James Bond i després per dirigir cinc pel·lícules més de Bond a la franquícia.

## Vida i carrera
Glen va començar a la indústria cinematogràfica com a noi missatger el 1945. A la tarda La dècada de 1940, treballava als departaments editorials visuals i de so de Shepperton Studios per a pel·lícules produïdes per Alexander Korda, com El tercer home (1949) i The Wooden Horse (1950). En pujar de rang, Glen va fer el seu debut editorial en una sèrie de documentals titulada Chemistry for Six Forms el 1961, i el seu debut com a director a la sèrie de televisió Man in a Suitcase el 1968 ( dirigint l'episodi "Somebody Loses, Somebody ... Wins?").
Durant les dècades de 1960 i 1970, Glen va exercir com a editor de cinema i director de segona unitat, treballant en pel·lícules com Superman (1978) i The Wild Geese (1978); també va contribuir a tres pel·lícules de James Bond: 007 al servei secret de Sa Majestat (1969), L'espia que em va estimar (1977) i Moonraker (1979). Després del llançament de Moonraker, Glen va ser ascendit al rang de director oficial de la sèrie; a dirigir les cinc pel·lícules de Bond dels anys vuitanta. Té el rècord de direcció de la major quantitat de pel·lícules de la sèrie fins ara, només una pel·lícula més que Guy Hamilton. Les pel·lícules són:
- Només per als teus ulls (1981)
- Octopussy (1983)
- Panorama per matar (1985)
- Alta tensió (1987)
- Llicència per matar (1989)

Després deBond, Glen va continuar dirigint pel·lícules com Les aventures de Cristòfor Colom (1992) i The Point Men (2001). També va dirigir episodis de la sèrie de televisió de ciència-ficció Space Precinct (1994–95). El 2001, va publicar les seves memòries, For My Eyes Only.

## Estil directorial
Les pel·lícules de Glen contenen un motiu recurrent en forma d'un colom sorprès que fa saltar l'actor (així com el públic); es nota especialment a les seves cinc pel·lícules de James Bond. Les variacions existeixen; en alguns casos, l'animal és un gat  (Panorama per matar) o un mico (Alta tensió). Com a editor de Moonraker, Glen va ser l'encarregat de crear el "colom de doble presa", un truc d'edició que fa que sembli com un ocell a Plaça de Sant Marc a Venècia no pot creure els seus ulls quan la gondola de Bond (Roger Moore) es transforma en un aerodeslizador. A més, totes les pel·lícules de Bond de Glen presenten un personatge que mor en caure des d'una alçada, en una seqüència que normalment s'acompanya del mateix efecte sonor de "crit masculí".
Glen sovint reutilitzava actors a les seves pel·lícules. A la seva autobiografia, afirma que volia seleccionar Timothy Dalton a Les aventures de Cristòfor Colom però que Dalton va abandonar el projecte abans de començar el rodatge; Glen es pregunta si després d'una discussió al final del rodatge de Llicència per matar Dalton no volia aparèixer a cap més de les seves pel·lícules. Diversos altres membres del repartiment de les pel·lícules de Glen Bond apareixen a Les aventures de Cristòfor Colom; entre ells Robert Davi (qui interpreta Franz Sanchez a Llicència per matar), Benicio del Toro (qui interpreta Dario a Llicència per matar), i Michael Gothard (qui interpreta Emile Leopold Locque a Només per als teus ulls).
Amb diferència, el seu col·laborador d'actuació més freqüent va ser Roger Moore, que va treballar amb Glen en onze pel·lícules.

## Filmografia
| Any  | Pel·lícula                          | Director | Editor | Director de Segona unitat |
| ---- | ----------------------------------- | -------- | ------ | ------------------------- |
| 1969 | Baby Love                           |          | Sí     |                           |
| 1969 | Un treball a Itàlia                 |          |        | sense acreditar           |
| 1969 | 007 al servei secret de Sa Majestat |          | Sí     | Sí                        |
| 1971 | Murphy's War                        |          | Sí     | sense acreditar           |
| 1971 | L'or de ningú                       |          |        | Sí                        |
| 1972 | Històries perilloses                |          | Sí     |                           |
| 1972 | Sitting Target                      |          | Sí     |                           |
| 1973 | Casa de nines                       |          | Sí     |                           |
| 1974 | Gold                                |          | Sí     | Sí                        |
| 1974 | Dead Cert                           |          | Sí     |                           |
| 1975 | Conduct Unbecoming                  |          | Sí     |                           |
| 1976 | Shout at the Devil                  |          | Sí     |                           |
| 1977 | L'espia que em va estimar           |          | Sí     | Sí                        |
| 1977 | Seven Nights in Japan               |          | Sí     |                           |
| 1978 | The Wild Geese                      |          | Sí     | Sí                        |
| 1978 | Superman                            |          |        | Sí                        |
| 1979 | Moonraker                           |          | Sí     | Sí                        |
| 1980 | Els llops de mar                    |          | Sí     |                           |
| 1981 | Només per als teus ulls             | Sí       |        |                           |
| 1983 | Octopussy                           | Sí       |        |                           |
| 1985 | Panorama per matar                  | Sí       |        |                           |
| 1987 | Alta tensió                         | Sí       |        |                           |
| 1989 | Llicència per matar                 | Sí       |        |                           |
| 1990 | Checkered Flag                      | Sí       |        |                           |
| 1992 | Aces: Iron Eagle III                | Sí       |        |                           |
| 1992 | Les aventures de Cristòfor Colom    | Sí       |        |                           |
| 2001 | The Point Men                       | Sí       |        |                           |